# شهر امریس
شهر امریس (به پرتغالی: Amares Municipality) یک سکونتگاه مسکونی و شهرک در پرتغال است که در Braga District واقع شده‌است.

## خصوصیات
شهر امریس ۸۲٫۰ کیلومترمربع مساحت و ۱۹٬۲۹۰ نفر جمعیت دارد.